# Shannon Elizabeth
Shannon Elizabeth (* 7. září 1973 Houston, Texas) je americká herečka a bývalá modelka, známá z komedií Scary Movie: Děsnej biják a prvních dvou dílů série Prci, prci, prcičky, v nichž si zahrála českou studentku Naďu. Objevila se také v thrillerech Prokletí, 13 duchů a romantickém dramatu Láska nebeská.

## Osobní život

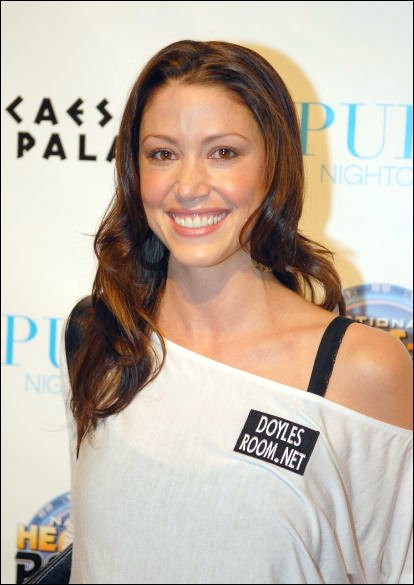
Elizabeth, 2008

Její otec má syrský původ a matka anglické, irské, německé a čerokézské předky. Narodila se v Houstonu a vyrostla v texaském Waco. Na střední škole hrála tenis a uvažovala o profesionální kariéře. Předtím než se vydala na hereckou dráhu pracovala jako modelka.
V srpnu 1999 pózovala nahá pro pánský časopis Playboy. V letech 2000 a 2003 se objevila v Maximu. V červnu 2008 pak byla na obálce tohoto magazínu.
Svůj zjev a hlas poskytla postavě Sereny St. Germaine ve videohře z roku 2004 s názvem James Bond 007: Everything or Nothing.
Zúčastnila se šestého ročníku americké taneční soutěže celebrit Dancing with the Stars, obdoby StarDance ...když hvězdy tančí, v níž se stal jejím partnerem Derek Hough. Pár vypadl sedmý večer.

### Poker

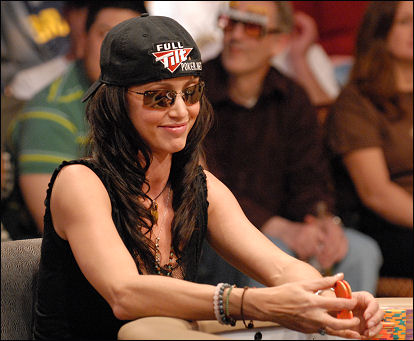
Elizabeth během pokerového turnaje National Heads-Up Poker Championship 2007

Vztah k pokeru popsala jako svou „druhou kariéru“. Je označována za „jednu z nejlepších celebrit hrajících poker.“ Las Vegas navštěvuje až třikrát do měsíce, kde hraje pokerové turnaje profesionálů. Účastnila se hlavního turnaje Světové série pokeru 2005 (World Series of Poker) a v lednu 2006 vyhrála prémii 55 000 dolarů, když triumfovala na otevíracím pokerovém turnaji hotelu Caesars Palace poté, co porazila 83 celebrit a profesionálních hráčů.
V letech 2006 a 2007 ve Světovém poháru získsla čtyřikrát finanční prémii, ale z hlavního turnaje brzy vypadla. V roce 2007 se probojovala do semifinále turnaje společnosti NBC National Heads-Up Poker Championship, když zůstala u stolu jen s profesionály. Byla vyřazena pozdějším vítězem Paulem Wasickem. Mezi čtyřmi soupeři, které porazila byli tři šampióni turnajů Světové série: Jeff Madsen, Barry Greenstein a Humberto Brenes.
Pro svůj částečný libanonský původ se v květnu 2010 rozhodla nastoupit za národní tým Libanonu ve Světovém poháru družstev konaném v Las Vegas.

## Soukromý život
Deset let udržovala vztah s Josephem D. Reitmanem, v letech 2002–2005 byli v manželském svazku. Pár se rozešel v březnu 2005 a herečka požádala o rozvod v červnu téhož roku.
Po vyřazení ze soutěže Dancing with the Stars v dubnu 2008, navázala vztah s tanečním partnerem Derekem Houghem, který skončil v srpnu příštího roku.

### Charita
Spolu s bývalým manželem Reitmanem založili neziskovou organizaci na záchranu zvířat Animal Avengers, která se věnuje záchraně domácích zvířat, nalézání jejich nových majitelů, stejně tak podílí na regulaci populace, vykonává poradní a preventivní činnost před krutým zacházením se zvířaty. Pokerový tým Bodog přispěl výhrou přesahující $50 000 nadaci Animal Avengers v rámci pokerového turnaje celebrit konaného 8. října 2005.

## Filmografie

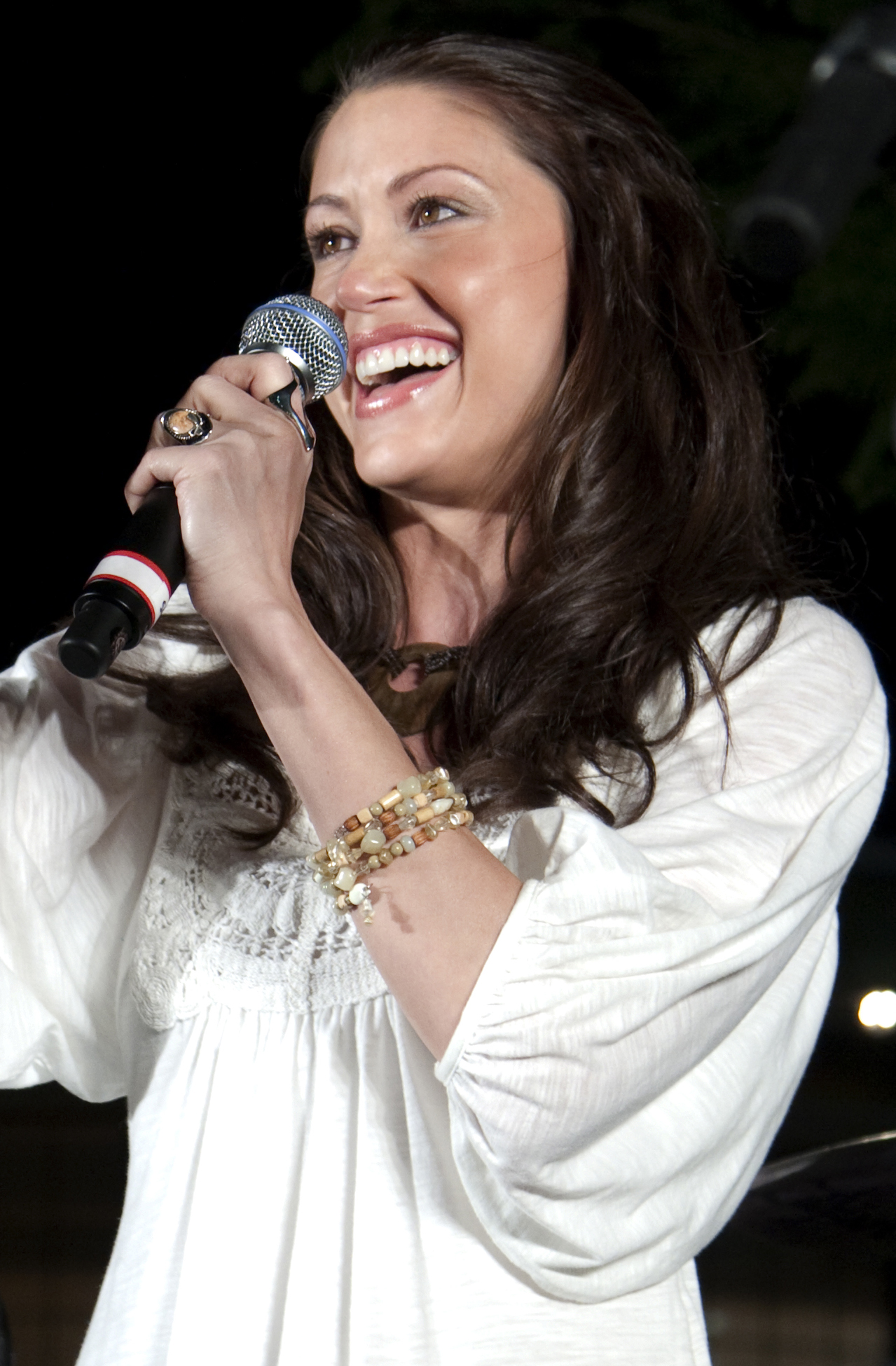
Elizabeth v březnu 2009

| Film                    | Film                                | Film                     | Film                                                     |
| Rok                     | Název                               | Role                     | Poznámka                                                 |
| ----------------------- | ----------------------------------- | ------------------------ | -------------------------------------------------------- |
| 1997                    | Jack Frost: Sněhový zabiják         | Jill Metzner             | v titulcích uvedena: Shannon Elizabeth Fadal             |
| 1997                    | Blast                               | Hostage                  |                                                          |
| 1999                    | Seamless: Kidz Rule                 | Nicole                   |                                                          |
| 1999                    | Prci, prci, prcičky                 | Naďa                     |                                                          |
| 2000                    | Scary Movie: Děsnej biják           | Buffy Gilmore            | dabing: Lucie Benešová                                   |
| 2000                    | Evicted                             | princezna                |                                                          |
| 2000                    | Dish Dogs                           | Anne                     | Přímo do DVD distribuce                                  |
| 2001                    | Supersvůdníci                       | Natalie Parker           |                                                          |
| 2001                    | Prci, prci, prcičky 2               | Naďa                     | dabing: René Slováčková                                  |
| 2001                    | Jay a Mlčenlivej Bob vrací úder     | Justice                  |                                                          |
| 2001                    | 13 duchů                            | Kathy Kriticos           |                                                          |
| 2002                    | Survivin' the Island                | úřednice                 | neuvedena v titulcích                                    |
| 2003                    | Láska nebeská                       | sexy Harriet             |                                                          |
| 2004                    | Rodinka na tripu                    | Chrishelle Rene Boudreau |                                                          |
| 2005                    | Prokletí                            | Becky Morton             |                                                          |
| 2005                    | Mladej a já                         | Shelby Roman             |                                                          |
| 2007                    | Pokerový král                       | Toni                     |                                                          |
| 2008                    | Gambler                             | Michelle                 |                                                          |
| 2009                    | Night of the Demons                 | Angela Feld              |                                                          |
| 2010                    | Leisure Suit Larry: Box Office Bust | Amy Loveheart (hlas)     |                                                          |
| 2011                    | A Novel Romance                     | Adi Schwartz             |                                                          |
| 2012                    | Prci, prci, prcičky: Školní sraz    | Nadia                    |                                                          |
| 2012                    | A Green Story                       | Kelly                    |                                                          |
| 2012                    | Zlatá zima                          | Jessica Richmond         |                                                          |
| 2014                    | The Outsider                        | Margo                    |                                                          |
| 2015                    | Marshall the Miracle Dog            | Cynthia Willenbrock      |                                                          |
| 2016                    | Swing Away                          | Zoe Papadopoulos         | také výkonná producentka                                 |
| Televizní a video filmy |                                     |                          |                                                          |
| Rok                     | Název                               | Role                     | Poznámka                                                 |
| 1996                    | Arliss                              | Anya Slovachek           | díl:„Crossing the Line“                                  |
| 1996                    | Dobrá trefa                         | Nicole                   | díl:„Green-Eyed Julie“                                   |
| 1997                    | USA High                            | Melanie                  | díl:„Internet Love Story“                                |
| 1997                    | Krok za krokem                      | Cindi                    | díl:„Can't Buy Me Love“                                  |
| 1997                    | Blade Squad                         | sestřička                | televizní film                                           |
| 1998                    | Modrý pacifik                       | Jo                       | díl:„Damaged Goods“                                      |
| 1999                    | Anděl strážný                       | Vanessa Canningham       | televizní film                                           |
| 1999                    | Dobro proti zlu                     | Cherry Valence           | díl:„Men Are from Mars, Women Are Evil“                  |
| 2002                    | Třeba mě sežer                      | Karen                    | díl:„About a Boy“                                        |
| 2002                    | Off Centre                          | Dawn                     | díl:„Addicted to Love“                                   |
| 2002                    | Zóna soumraku                       | Sondra Lomax             | díl:„Dream Love“                                         |
| 2003–2005               | Zlatá sedmdesátá                    | Brooke                   | 9 dílů                                                   |
| 2004                    | One on One                          | Tiffany                  | díl:„Splitting Hairs“                                    |
| 2004                    | Napálené celebrity                  | Sam sebe                 | díl:„Carmelo Anthony, Shannon Elizbaeth and Jena Malone“ |
| 2005                    | Zpoveď americké nevěsty             | Sam                      | televizní film                                           |
| 2005                    | Tatík Hill a spol.                  | Candee (hlas)            | díl:„Harlottown“                                         |
| 2005–2006               | Cuts                                | Tiffany Sherwood         | 31 dílů                                                  |
| 2008                    | Smrtící posedlost                   | Alex Wilson              | televizní film                                           |
| 2008                    | Dancing with the Stars              | Sama sebe / Soutěžící    | umístila se na 6. místě                                  |
| 2009                    | Live Nude Comedy                    | Moderátorka              | 6 dílů                                                   |
| 2013                    | What Not to Wear                    | Sama sebe                | díl:„Shannon Elizabeth“                                  |
| 2013                    | Melissa a Joey                      | Anita                    | díl:„The Unfriending“                                    |
| 2013                    | In the Dark                         | Linda                    | televizní film                                           |
| 2013                    | Catch a Christmas Star              | Nikki Crandon            | televizní film                                           |